# Turismo en Baja California
El estado de Baja California, en México, antes fue el Territorio Norte de la Península de Baja California. Baja California Sur ocupa otra parte, donde el paralelo 28, divide a ambos estados.
Los turistas estadounidenses denominan Baja a la península o ambos estados. El estado de Baja California colinda al norte con California (E.U.A.), al este con Arizona (E.U.A.), Sonora y con el Mar de Cortés y al oeste y sur con el Océano Pacífico. 
La península de Baja California tiene una fuerte presencia de turismo estadounidense y un enorme potencial turístico, debido a la ubicación geográfica y a las peculiares características de su desarrollo geológico debido al cual existe la amplia variedad de flora y fauna dentro del macizo peninsular y dentro del Golfo de California con el cual colinda, así como la variedad de climas y paisajes.
Un factor que favorece la actividad turística, es la vecindad de California y la cercanía del estado de Nevada, estados que tienen una de las rentas percápita más altas de los Estados Unidos y cuyos residentes practican el turismo de manera cotidiana.

## Tipos de Turismo
Para sistematizar al turismo en Baja California, se listan las distintas clases de actividades turísticas que se practican regularmente.
Baja California ofrece actividades artísticas y museos como el CECUT o la Casa de la Cultura y Museo del Trompo en Tijuana; en Mexicali destaca el Museo Sol del Niño, enfocado a público infantil y juvenil; en Ensenada el museo Caracol y en Tecate el museo comunitario de Tecate, además un buen número de restaurantes y cafeterías como "El lugar del nopal", en Tijuana, que ofrecen esparcimiento cultural.
En Mexicali y Ensenada se encuentra el Centro Estatal de las Artes (CEART) donde se realizan diversas exposiciones además de que se imparten diferentes cursos de arte. Dentro del mismo complejo se encuentra el Centro de Convenciones y Espectáculos de Baja California con una capacidad superior a 2000 personas. En Mexicali, Por la misma zona se encuentra el Centro de Ferias y Exposiciones (FEX) de Mexicali donde se realiza la feria anual de la ciudad llamada Fiestas del Sol además de otras actividades, cuenta con su propio centro de espectáculos.
En Rosarito se encuentra Foxploration, que era un parque temático creado desde la filmación de la película Titanic , ahí se podía encontrar parte del equipo, utilería y artefactos creados para producciones cinematográficas como la del Titanic, Master and Commander: The Far Side of the World, El planeta de los simios, Deep, Pearl Harbor, Tremors, entre otras. El parque permitía conocer como se hacen los trucos cinematográficos, como se filman las películas, como se maquillan los artistas. Sin embargo, a lo largo de la primera década de los años 2000, Foxploration sufrió una crisis de visitantes y en 2007, Fox vendió el estudio a inversores locales y el parque Foxploration cerró.

### Datos
En términos generales de promedio el 47% del turismo en Baja California es nacional y el 53% extranjero. Lo mismo sucede con el porcentaje de “motivos de negocio” en lo referente a turismo nacional, variando por las características de cada ciudad. Por lo que, el 92.6% del turismo extranjero proviene de Estados Unidos y 86.2% de este son residentes del Estado de California (22.4% de Los Ángeles y 20.6% de San Diego) Con cifras del 2% y fracción aparecen las ciudades de Calexico, Riverside, El centro y Sacramento como fuentes de origen de visitantes a B.C.[cita requerida]
De acuerdo a la OMT, en 2007 Baja California superó las expectativas con 898 millones de llegadas de turistas internacionales, lo que corresponde a un aumento del 6.5% sobre ese año anterior. A ese ritmo, el pronóstico para 2020 ascendería a 1.6 billones de turistas.

### Negocios
En Tijuana, Mexicali, Ensenada, Los Cabos (San José del Cabo y Cabo San Lucas) y La Paz existe una gran cantidad de personas que acuden a realizar negocios, estos turistas se encuentran interesados en establecer nuevas plantas maquiladoras, ensambladoras de automóviles, franquicias, producción cinematográfica y desde luego invertir en la infraestructura turística de la zona, bajo el tenor de los tratados internacionales y de los estímulos fiscales, entre otros el de ser Zona Libre
Actualmente toda la península se encuentra totalmente comunicada, el internet es un recurso habitual de apoyo a los empresarios en los hoteles, existen suficientes antenas para que el servicio de telefonía celular o radios opere en casi toda la superficie y las costas visitadas por los turistas que hacen negocios.
El idioma inglés se encuentra bastante difundido en todos los destinos donde acude el turista que hace negocios en la península y no existen problemas para conseguir traductores, incluso en otros idiomas.

### Excursionistas
Es grande el número de visitantes denominados "excursionistas" que visitan Tijuana, Ensenada, Los Algodones, Rosarito y Mexicali para disfrutar de la gastronomía, visitar una discoteca, pasear en la playa, correr en alguna carrera ciclista, de motocicleta o de automovilismo, asistir a una consulta médica, odontológica o a comprar víveres, cerveza, licores, embutidos, verduras, medicinas o artesanías.

### Turismo de Gastronomía
En este estado, se encuentra con un gran variedad gastronómica, se puede disfrutar una deliciosa comida, en especial, la comida marina.  
Puerto Nuevo, cuenta con un sitio con decenas de restaurantes con el platillo principal e internacionalmente conocido por propio estilo de servir la Langosta con frijoles y tortilla. Ensenada, cuentan con sus típicos tacos de pescado empanizado y una amplia diversidad de sitios para degustar mariscos, desde carretas, hasta restaurantes, con diversidad de opciones. El Valle de Guadalupe es cruzado por la Carretera Federal 3 conocida como La Nueva Ruta del Vino, es un recorrido que se ha convertido en un referente del turismo enológico en México, con repercusión en el ámbito internacional; cuenta con cerca de un centenar de lugares para degustar vino, restaurantes, incluyendo al Museo del Vino, la fiesta de la vendimia. La ruta comienza en Tecate y se prolonga hasta El Sauzal de Rodríguez.  A través de esta ruta el visitante puede encontrar establecimientos que ofrecen productos elaborados con insumos locales (queso, pan, aceite de oliva) y especies provenientes del mar. La Ruta Vieja del Vino está ubicada al sur de Ensenada, en Santo Tomás y San Vicente. Por otro lado se puede encontrar una nutrida oferta de productos que forman parte de la comida Baja Med, que es una fusión de ingredientes de la comida mexicana de otras regiones y productos locales, tanto en el Valle como en Tijuana. Mexicali es la capital nacional de la comida china pues tiene la cocina más famosa de México relativa a ésa gastronomía, con más de 300 restaurantes, para los diferentes gustos y precios.  

### Turismo de Salud
El turismo de salud, es practicado por los visitantes, generalmente estadounidenses que acuden al estado para recibir consultas, tratamientos, operaciones, terapias o a comprar medicinas a precios muy económicos y con un alto nivel de calidad. En Los Algodones, Rosarito, Tijuana, Ensenada y Mexicali esta actividad se encuentra en constante crecimiento y las instalaciones son de primera calidad mundial, destacan las cirugías plásticas, las odontológicas, las cardiológicas, contra el cáncer, las clínicas de reducción de peso y las geriátricas e incluso los tratamientos alternativos como la acupuntura, los sobadores y los conocedores de las virtudes clínicas de las plantas utilizadas en la medicina tradicional mexicana. Estas clínicas se encuentran relacionadas con hoteles donde pueden permanecer los pacientes-turistas hasta que termine la convalecencia, dando facilidades para disminuir el tiempo del cruce fronterizo hacia Estados Unidos. También los medicamentos son parte del este turismo.

### Sol y mar
Este segmento turístico es de gran importancia en el estado, pues se cuenta con grandes playas de arena en el Mar de Cortés o Golfo de California, que cuentan con hotelería y restaurantes de calidad, principalmente en San Felipe, Ensenada, Bahía de los Ángeles, Mulegé, Loreto, La Paz y el municipio de Los Cabos, destacando el corredor de 33 kilómetros entre Cabo San Lucas y San José del Cabo y a todo lo largo de la línea costera existen campos para casas móviles, comunidades turísticas, hospedería rústica.
El agua del golfo es cálida durante todo el año, debido a que una parte de ella proviene del trópico, por esta razón es el destino favorito de los visitantes estadounidenses que carecen de aguas templadas.
A lo largo de toda la costa del golfo, se puede disfrutar de una línea interminable de playas y de pequeñas comunidades turísticas que utilizan excelentes equipos de buceo, pesca, navegación, fotografía y locomoción. San Felipe se encuentra a dos horas, máximo, de Mexicali, a cinco horas de San Diego, conectado por la Carretera Federal 5, y tiene un aeropuerto internacional, debidamente aprovisionado y equipado que presta servicio a aeronaves privadas.
Dado que las distancias pueden ser grandes, si no se dirige por el camino correcto y ya que existen muchas brechas y rutas en las proximidades del golfo y algunas se adentran en el desierto, que despiertan el interés de los exploradores, es necesario tomar en cuenta las reservas de gasolina, alimentos y agua, equipo de primeros auxilios, así como llevar teléfonos celulares y radios. 
En el Océano Pacífico la línea de playa está formada por riscos y rocas así como por playas de arena de proporciones más limitadas que las del golfo, pero no por ello carentes de atractivo.
A treinta minutos del cruce internacional San Diego-Tijuana se encuentra Rosarito que es un municipio netamente turístico, con bellas playas de arena, una importante oferta hotelera,, buenos restaurantes de cocina mexicana e internacional, durante las noches la vida nocturna es intensa y es el destino favorito de los "spring breakers". En el Ejido Primo Tapia se puede disfrutar de Los Arenales que es una zona junto al mar, donde existen grandes montañas de arena y en las que casi sin ninguna regla decenas de motociclistas, tetramotos, jeeps y toda clase de vehículos "fuera de camino" disfrutan de ellas recorriéndolas a gran velocidad. 
Rosarito es la tercera ciudad mexicana con mayor índice de crecimiento demográfico.

### Turismo de aventura
Durante los últimos años existe un creciente interés por el turismo denominado alternativo, que contiene a un amplio número de tipos de turismo entre los que se encuentra el Turismo de aventura en que se hace recorridos, de muy alto riesgo y emoción, en contacto con la naturaleza, en diciembre se lleva a cabo el evento denominado "Baja travesía" con un premio en efectivo de $50,000.00 dólares estadounidenses, donde deberán recorrer 480 km (300 mi) en bicicleta de montaña, carrera fuera de ruta en automotores, en kayak, escalando montañas y desde luego avanzando a pie por el desierto central de Baja California, también en otras competencias se recorre la Laguna Salada lo cual es un reto para los súper atletas de la supervivencia, otros recorren lo senderos de la Sierra de Juárez y sin olvidar las carreras Baja 250, Baja 500 y la Baja 1000 que son carreras a campo traviesa con vehículos de motor especializados.

### Ecológico
En cuanto a la riqueza de la flora y la fauna natural de la bahía de San Felipe, no hay gran variedad de vegetación, pero existe una planta llamada palo de huaco,(muy famosa para los habitantes de esta zona) son ramas, y hervida y tomando este en forma de te, es un poco amargo, se recomienda tomarlo en vez de agua, por 3 meses, como agua diario, y se combate la infección de los riñones, comprobado 100%. Este privilegio es a la par, una enorme responsabilidad y se requieren grandes esfuerzos para preservar esas formas de vida, que de manera única se establecieron en la península o en las aguas próximas del Océano Pacífico y del Golfo de California, es por ello que existen especies de diversas plantas, en peligro de extinción.
Actualmente todo el Mar de Cortés se encuentra a salvo de la pesca comercial debido a los decretos que lo declaran mar patrimonial de México impidiendo con ello el ingreso de la flota pesquera japonesa, especializada en ballenas, también se ha declarado zona protegida para todas las tortugas marinas y el pez conocido como la totoaba, ambas especies consideradas manjares y que se encuentran en peligro de extinción.
La mayor preocupación para los esfuerzos conservacionistas la constituye una especie casi desconocida y que vive exclusivamente dentro del perímetro formado en el Golfo, entre el delta del Colorado en la parte norte y Puertecitos, casi en la mitad de la península: la vaquita marina, un mamífero emparentado con el delfín, en las aguas del golfo. Su existencia ha sido gravemente puesta en peligro por lo exquisito de su carne, por la pesca comercial y por lo delicado del ecosistema en que vive.
Cerca de San Felipe se encuentra el Valle de los gigantes que es conocido por los cardones gigantes que lo pueblan, una especie de cactos, uno de estos especímenes fue llevado en 1994 a la feria de Sevilla, como embajador de la flora americana, desgraciadamente años de impunidad mermaron la población que tardó cientos de años en crecer.
Cataviña da el nombre al desierto que tiene una impresionante variedad de especies de cactáceas y suculentas, donde habitan pequeños mamíferos, insectos y coyotes, el entorno tiene características estéticas impresionantes.
En Laguna Ojo de Liebre, en el océano Pacífico, se conserva el santuario para las ballenas.

### Residentes
En términos generales, el turismo que actualmente se dirige a la península se compone entre otros, por personas retiradas que buscan un lugar ideal para vivir en contacto con la naturaleza, disfrutando del silencio y de los servicios urbanos como bancos, casas de cambio de moneda, atención médica, comunicaciones, periódicos estadounidenses y locales en su idioma, lo cual se ha traducido en una población de millares de residentes permanentes entre Playas de Rosarito, Ensenada y todo el sur del Estado. Los turistas extranjeros adquieren los derechos fiduciarios sobre los inmuebles, casas, departamentos o condominios en que residen por períodos de hasta 99 años, con lo cual sus adquisiciones se encuentran garantizadas plenamente.